# マドファ

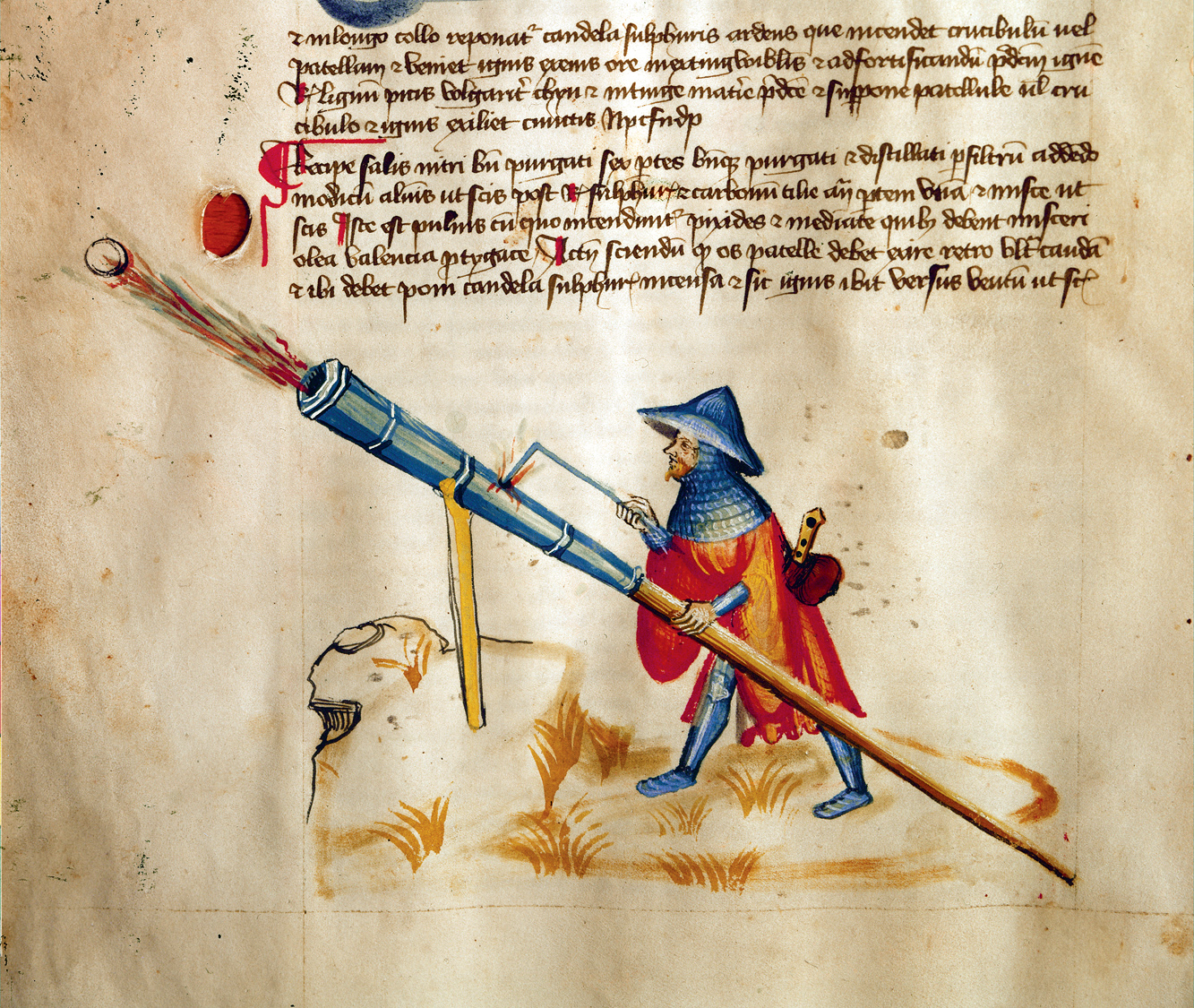
マドファと同様の15世紀初頭のヨーロッパの火器（コンラート・キーザーによる1400年頃の写本『ベリフォルティス』所収のミニアチュール）

マドファ（アラビア語：مدفع）とは、12～13世紀にアラブ世界で用いられた初期の銃であり、口径20mmの金属の銃身（管）に柄がついた形をしている。ブンドゥク（بندق、「ハシバミ」の意）と呼ばれる金属の芯を持つ銃架が使われた。弾丸には硝石と炭と硫黄を混合した粉が用いられた。熱した金属を銃身の内壁（発火装置の穴）に持っていくことで発砲する。
同様の武器は後にヨーロッパで使われることになる。